# Programme de formation de l'école québécoise
Le Programme de formation de l'école québécoise (PFEQ), mieux connu sous l'appellation de Réforme, est le programme qui dirige, depuis juin 2001, les niveaux primaire et secondaire de l'éducation québécoise. Il fonde l'enseignement sur l'expérimentation comme moyen d'apprentissage, prônant une approche constructiviste et socioconstructiviste en éducation. 
L'un des objectifs du programme est de placer l'élève au centre de ses apprentissages, visant ainsi à tenir compte des caractéristiques et des besoins particuliers de chaque élève et, donc, à individualiser l'enseignement.

## Principes généraux
En plus des notions spécifiques aux disciplines (les compétences disciplinaires des domaines d'apprentissage), le programme vise à ce que l'élève développe sa propre vision du monde à travers les domaines généraux de formation et les compétences transversales.
Au primaire comme au secondaire, le programme compte cinq grands domaines généraux de formation :
- santé et bien-être ;
- orientation et entrepreneuriat ;
- environnement et consommation ;
- médias ;
- vivre ensemble et citoyenneté.

Les savoirs disciplinaires, ou savoirs essentiels, désignent les notions spécifiques que les élèves doivent maîtriser dans chaque discipline. Les disciplines sont regroupées en domaines d'apprentissage (le schéma suivant correspond au niveau secondaire) :
- domaine des langues :
  - français, langue d'enseignement  ;
  - anglais, langue seconde (ces langues sont inversées dans le réseau scolaire anglophone) ;
- domaine de la mathématique, de la science et de la technologie :
  - mathématique ;
  - science et technologie ;
- domaine de l'univers social :
  - géographie ;
  - histoire et éducation à la citoyenneté ;
  - monde contemporain ;
- domaine des arts :
  - art dramatique ;
  - arts plastiques ;
  - danse ;
  - musique ;
- développement personnel :
  - éducation physique et à la santé ;
  - culture et citoyenneté québécoise[1].

Dans le but que l'élève comprenne le monde dans lequel il évolue (au-delà des compétences disciplinaires), le programme a ciblé certaines compétences, dites transversales. Ces dernières sont enseignées par tout le personnel de l'école et dans toutes les situations scolaires. Par exemple, la compétence coopérer peut se développer aussi bien dans la cour de récréation, dans les couloirs ou lors d'un projet disciplinaire, transdisciplinaire ou interdisciplinaire.
Le nouveau programme insiste beaucoup sur la transdisciplinarité et l'interdisciplinarité dans les projets. La transdisciplinarité vise à donner un concept, un thème qu'on traitera indépendamment dans chaque matière. L'interdisciplinarité permet de réaliser des projets et des activités où plusieurs matières sont mises à contribution. Par exemple, à la suite du projet avorté de centrale électrique du Suroît d'Hydro-Québec, il sera intéressant pour les élèves de se pencher sur la modélisation des besoins énergétiques du Québec et sur les types d'énergies à utiliser, ce qui nécessite à la fois des notions de sciences et technologies et de mathématiques.

## Enseignement primaire et préscolaire
Au niveau primaire et préscolaire, on a débuté l'implantation du programme en septembre 2000 au premier cycle, puis graduellement dans tous les niveaux.
Le programme préscolaire privilégie l'apprentissage par le jeu à travers six compétences: 
- Affirmer sa personnalité
- Interagir de façon harmonieuse
- Agir sur le plan sensoriel et moteur
- Mener à terme un projet
- Communiquer
- Construire sa compréhension du monde

Le programme primaire retient neuf compétences transversales regroupées en quatre ordres :
- compétences d'ordre intellectuel :
  - exploiter l’information ;
  - résoudre des problèmes ;
  - exercer son jugement critique ;
  - mettre en œuvre sa pensée créatrice ;
- compétences d'ordre méthodologique :
  - se donner des méthodes de travail efficaces ;
  - exploiter les technologies de l’information et de la communication (TIC) ;
- compétences d'ordre personnel et social :
  - structurer son identité ;
  - coopérer ;
- compétences de l'ordre de la communication :
  - communiquer de façon appropriée.

## Enseignement secondaire
Au secondaire, le programme est en implantation progressive depuis septembre 2005. Le Baccalauréat international est également offert.

### Premier cycle
Le programme du premier cycle ressemble beaucoup au programme du primaire. 
Le programme retient neuf compétences transversales regroupées en quatre ordres :
- compétences d'ordre intellectuel :
  - exploiter l’information ;
  - résoudre des problèmes ;
  - exercer son jugement critique ;
  - mettre en œuvre sa pensée créatrice ;
- compétences d'ordre méthodologique :
  - se donner des méthodes de travail efficaces ;
  - exploiter les technologies de l’information et de la communication (TIC) ;
- compétences d'ordre personnel et social :
  - actualiser son potentiel ;
  - coopérer ;
- compétences de l'ordre de la communication :
  - communiquer de façon appropriée.

### Deuxième cycle
Le programme du deuxième cycle se distingue par l'indépendance de chacun des niveaux du cycle. Si la première année du cycle (secondaire 3) est commune, les élèves devront choisir une séquence mathématique pour les deux autres années du cycle. Il existe trois séquences différentes :
- séquence culture, société et technique (CST) ;
- séquence sciences naturelles (SN)
- séquence technico-sciences (TS)

Ces séquences remplacent les trois anciens programmes mathématiques nommés respectivement mathématiques 416, 426 et 436. Les compétences transversales sont les mêmes pour le deuxième cycle que pour le premier cycle.